# Benthamia barbata
Benthamia barbata là loài thực vật có hoa trong họ Mồ hôi. Loài này được (Greene) Druce mô tả khoa học đầu tiên năm 1916.